# Margit Nagy (cantant)
Emilia Margit Sarkadi Nagy (Hódmezővásárhely, 22 de juliol de 1893 – Budapest, 18 d'octubre de 1941), també coneguda com a Nagy Margit o Margit Nagy, va ser una cantant d'òpera hongaresa amb tessitura de soprano.

## Biografia
Els seus pares van ser el professor Gyula Nagy i Lídia Dobsa. Va completar els seus estudis a Oradea, on va començar després els seus estudis musicals. Després d'un matrimoni fracassat, el 1920 es va traslladar a Budapest. Allà va completar els seus estudis musicals a l'Acadèmia de Música Ferenc Liszt, en piano, i més tard va assistir a cursos de veu de la professora Hilgermann Laura. Va rebre el seu diploma l'any 1923. El 21 de juny d'aquell any va debutar com a Mimì de La Bohème de Giacomo Puccini. Va ser contractat per l'Òpera Hongaresa a partir de la temporada 1923-24, i va ser membre de la companyia fins a la seva mort.
També va fer aparicions com a convidada a Barcelona, Viena, Nuremberg, Praga i Itàlia. A més, va participar regularment en interpretacions d'oratoris.
A Barcelona va participar en el Gran Teatre del Liceu en la temporada 1935-1936. Hi va cantar el paper de Freia en Das Rheingold de Richard Wagner.
La seva tomba es pot visitar al cementiri de Farkasréti (501(ravat)-20).

## Repertori
- Georges Bizet: Carmen – Micaëla
- Piotr Ilitx Txaikovski: Ievgueni Oneguin – Tatiana
- Léo Delibes: Lakmé – Miss Ellen
- Ernő Dohnányi: A tenor – Thekla
- Ernő Dohnányi: A vajda tornya – Iva
- Gaetano Donizetti: Il campanello – Serafina
- Christoph Willibald Gluck: Május királynője – Helena
- Károly Goldmark: Sába királynője – Asztarot
- Charles Gounod: Faust – Marguerite
- Georg Friedrich Händel: Serse – Romilda
- Jenő Hubay: Az álarc – Éva
- Pacsrác Kacsóh: János vitéz – Iluska
- Zoltán Kodály: Székely fonó – la noia
- Franz Lehár: El país dels somriures – Liza
- Pietro Mascagni: Pagliacci – Lola
- Jules Massenet: Manon – Manon Lescaut
- Jules Massenet: Thaïs – Crobyle; A tündér
- Giacomo Meyerbeer: Les Huguenots – Urbain
- Wolfgang Amadeus Mozart: Les noces de Fígaro – Comtessa Almaviva
- Wolfgang Amadeus Mozart: Don Giovanni – Donna Elvira
- Wolfgang Amadeus Mozart: Die Zauberflöte – Pamina
- Modest Mússorgski. Borís Godunov – Kszenyija
- Jacques Offenbach: Les Contes d'Hoffmann – Antonia; Giulietta
- Ede Poldini: Farsangi lakodalom – Zsuzsika; Első kisasszony
- Ede Poldini: A csavargó és a királyleány – la princesa
- Giacomo Puccini: La Bohème – Mimì
- Giacomo Puccini: Gianni Schicchi – Nella
- Giacomo Puccini: Turandot – Liù
- Franz Schubert: Cselre cselt – Helén
- Johann Strauss II: Der Zigeunerbaron – Szaffi
- Richard Strauss: Der Rosenkavalier – Octavian
- Béla Szabados: Fanni – paper principal
- Giuseppe Verdi: Otello – Desdemona
- Richard Wagner: Tannhäuser – nen pastor
- Richard Wagner: Die Meistersinger von Nürnberg – Eva
- Richard Wagner: L'anell dels Nibelungs – Ortlinde; Freia
- Richard Wagner: Parsifal – 1a noia de les flors